# Biars-sur-Cère
Biars-sur-Cère är en kommun i departementet Lot i regionen Occitanien i södra Frankrike. Kommunen ligger i kantonen Bretenoux som tillhör arrondissementet Figeac. År 2022 hade Biars-sur-Cère 1 968 invånare.

## Befolkningsutveckling
Antalet invånare i kommunen Biars-sur-Cère
| Referens: INSEE |